# Dipoena fortunata
Dipoena fortunata is een spinnensoort in de taxonomische indeling van de kogelspinnen (Theridiidae).
Het dier behoort tot het geslacht Dipoena. De wetenschappelijke naam van de soort werd voor het eerst geldig gepubliceerd in 1953 door Herbert Walter Levi.